# Dulszczyzna
Dulszczyzna – postawa filistra i kołtuna. Pojęcie zostało wprowadzone do języka polskiego dzięki sukcesowi teatralnemu dramatu Moralność pani Dulskiej Gabrieli Zapolskiej. 

## Charakterystyka
Jako cechy dulszczyzny wymienia się najczęściej: zakłamanie, obłudę i dbanie wyłącznie o pozory –  postawy uważane za typowe dla mieszczaństwa. Typowa opinia brzmi następująco:
dulszczyzna to zespół cech i postaw charakteryzujących się podwójną moralnością, z których jedna odkrywana jest tylko wobec siebie i najbliższych a druga, ukazywana wobec reszty ludzi i całego świata.
Tę cechę charakteru posiadają na ogół ludzie niemający własnego zdania (bardzo często mimo legitymowania się formalnym wykształceniem), zaś w swoich działaniach kierujący się instynktem stadnym. Postawa uznawana za naganną moralnie, choć dość powszechna.
Prof. Ewa Ihnatowicz napisała w 1999, że "Polacy przełomu wieków posługiwali się aż czterema związanymi z literaturą określeniami filisterstwa. Te sygnatury to dulszczyzna, bałucczyzna, połaniecczyzna i podfilipszczyzna (do dziś w polskim kodzie przetrwał tylko pierwszy)".